# StarTek
StarTek es una compañía de externalización de procesos empresariales que fue fundada en Greeley, Colorado en 1987, como una empresa de embalaje, StarPak.
Originalmente contratadas para empacar las primeras versiones de los procesadores de texto de Microsoft, que luego se expandió para proporcionar soporte al cliente para el producto. Actualmente, StarTek se ha expandido para incluir a 22 establecimientos en todo Estados Unidos, Canadá, Filipinas y Honduras, incluyendo la sede central en Denver, Colorado.

## Clientes principales
La actividad principal de StarTek es de proveer centros de llamadas para los departamentos de servicio al cliente de las principales compañías estadounidenses de telecomunicaciones. Los dos mayores clientes de StarTek representan el 72% de los ingresos totales del negocio. En el año fiscal 2007 La nueva AT & T representaban el 50,4%, T-Mobile EE. UU. (una filial de Deutsche Telekom) 21,8%. En menor medida, StarTek también proporciona apoyo a empresas del sector bancario y financiero, de bienes de consumo empaquetados al por menor, tecnología de la información, y de seguros. StarTek también proporciona servicios al cliente y apoyo técnico para las empresas como Qwest, Verizon Wireless prepago, Cincinnati Bell Wireless, Comcast, Nikon y La Nueva AT & T.

## Operaciones
Se enumeran las ubicaciones de las operaciones de Startek, con el año de la instalación entre paréntesis.
Estados Unidos
Denver, Colorado (2000) 
Grand Junction, Colorado (1999) 
Greeley, Colorado (1998) 2 lugares 
Grand Junction, Colorado (2000) 
Decatur, Illinois (2003) 
Alexandria, Louisiana (2003) 
Enid, Oklahoma (2000) 
Big Spring, Texas (1999) (Cerrado Verano 2008) 
Collinsville, Virginia (2004) 
Lynchburg, Virginia (2004) 
Petersburg, Virginia (2005) (Cerrado en invierno 2008) 
Laramie, Wyoming (1998) 
Victoria, Texas (2008) 
Mansfield, Ohio (2008) 
Jonesboro, Arkansas (2008)
Canadá : 39% de los ingresos StarTek se genera a través de sus operaciones canadienses.
Regina, Saskatchewan (2003) (Cerrado principios de 2009) 
Cornwall, Ontario (2001) 
Hawkesbury, Ontario (2006) (Cerrado Verano de 2007) 
Kingston, Ontario (2001) 2 lugares 
Sarnia, Ontario (2003) 
Thunder Bay, Ontario (2006)
Filipinas
Makati City (2008)  Honduras
San Pedro Sula (2011)Tegucigalpa (2013)

## AT & T
El mayor cliente de StarTek hasta octubre de 2004 fue de AT & T Wireless Services, Inc. Al servicio de AT & T wireless fue comprada por SBC Communications se fusionó con la marca Cingular Wireless y SBC StarTek comenzó a trabajar bajo esa marca. A finales de 2005 se fusionó con SBC de AT & T Corp. y SBC tomó el nombre de AT & T. Cuando SBC (ahora como AT & T Inc.) se fusionó con Bell South se convirtió en el propietario mayoritario de Cingular Wireless. En un esfuerzo por volver a la marca Cingular fue relanzado a principios de 2007, como AT & T. Una vez más, StarTek encontró su cliente más importante AT & T.